# Death Metal (album)
Death Metal est une compilation regroupant les groupes Helloween, Hellhammer, Running Wild et Dark Avenger (pour lequel ce fut l'unique enregistrement).

## Contenu
L'album propose un point de vue intéressant de l'exubérance et la créativité de la scène metal européenne centrale dans le milieu des années 1980. À cette époque Running Wild n'avait pas encore développé leur concept de "pirate metal" et se considéraient comme un groupe de black metal. Helloween étaient plus un groupe de speed metal que de power metal mélodique, style qu'ils développèrent ensuite. Hellhammer était le groupe le plus sombre et plus lourd des quatre et seront plus tard considérés comme les pionniers et inspireront des générations de metal extrême européens.
Les pistes de Running Wild font partie de l'album Masquerade, celles d'Hellhammer de l'album Apocalyptique Raids 1990 A.D. et celles d'Helloween de l'album Walls of Jericho.

## Liste des titres
| No | Titre               | Auteur                                  | Groupe       | Durée |
| -- | ------------------- | --------------------------------------- | ------------ | ----- |
| 1. | Iron Heads          | Rolf Kasparek, Gerald Warnecke          | Running Wild | 3:38  |
| 2. | Bones to Ashes      | Rolf Kasparek                           | Running Wild | 5:07  |
| 3. | Revelations of Doom | Martin Eric Ain, Thomas Gabriel Fischer | Hellhammer   | 2:46  |
| 4. | Messiah             | Martin Eric Ain, Thomas Gabriel Fischer | Hellhammer   | 4:30  |
| 5. | Black Fairies       | Dark Avenger                            | Dark Avenger | 3:33  |
| 6. | Lords of the Night  | Dark Avenger                            | Dark Avenger | 3:47  |
| 7. | Oernst of Life      | Michael Weikath                         | Helloween    | 4:41  |
| 8. | Metal Invaders      | Kai Hansen                              | Helloween    | 4:27  |

## Composition du groupe

### Running Wild
- Rock´n´Rolf Kasparek - chants, guitare
- Gerald "Preacher" Warnecke - guitare
- Stephan Boriss - basse
- Wolfgang "Hasche" Hagemann - batterie

### Hellhammer
- Tom "Satanic Slaughter" Warrior - chants, guitare
- Martin "Slayed Necros" Ain - basse
- Bruce "Denial Fiend" Day - batterie

### Dark Avenger
- Siegfried Kohmann - chants
- Bernd Piontek - guitare
- Claus Johannson - guitare
- Uwe Neff - basse
- Andreas Breindl - batterie

### Helloween
- Kai Hansen - chants, guitare
- Michael Weikath - guitares
- Markus Grosskopf - basse
- Ingo Schwichtenberg - batterie